# Blind Justice
Blind Justice é um filme de drama britânico de 1934, dirigido por Bernard Vorhaus e estrelado por Eva Moore, Frank Vosper, Geraldine Fitzgerald, Roger Livesey e John Mills. Foi baseado na peça Recipe for Murder (1932), de Arnold Ridley.

## Elenco
- Eva Moore como Fluffy
- Frank Vosper como Dick Cheriton
- John Stuart como John Summers
- Geraldine Fitzgerald como Peggy Summers
- John Mills como Ralph Summers
- Lucy Beaumont como Sra. Summers
- Hay Petrie como Harry
- Roger Livesey como Gilbert Jackson
- Charles Carson como Dr. Naylor